# 아무 생각없는 표정

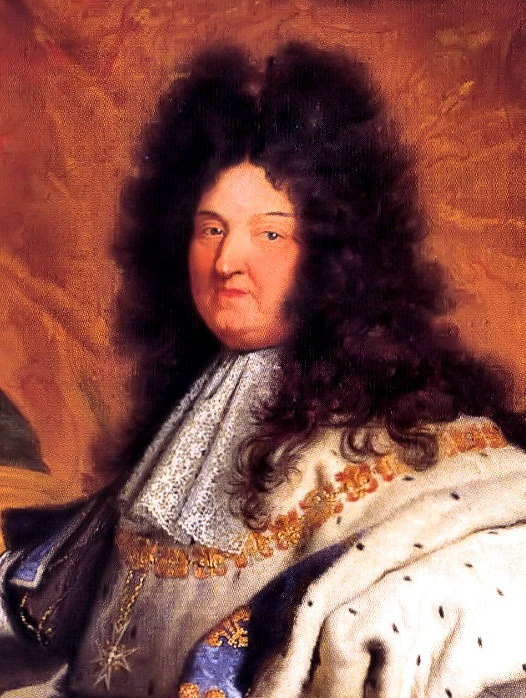

'RBF(Resting Bitch Face)는 의도치 않게 사람이 화가 나거나 짜증이 나거나 경멸하는 인상을 주는 얼굴 표정입니다. 특히 개인이 편안하거나 휴식을 취하거나 특별한 감정을 표현하지 않을 때.

## 같이 보기
- 그럼피 캣
- 사회 정체성 이론